# Prosopocoilus serricornis
Prosopocoilus serricornis is een keversoort uit de familie vliegende herten (Lucanidae). De wetenschappelijke naam van de soort is voor het eerst geldig gepubliceerd in 1817 door Latreille.